# Turn Up Charlie
Turn Up Charlie – brytyjski komediowy serial internetowy wyprodukowany przez Brown Eyed Boy Productions oraz Green Door Pictures, którego twórcami są Idris Elba i Gary Reich. Serial jest emitowany od 15 marca  2019 roku za pośrednictwem platformy internetowej Netflix.

## Fabuła
Serial opowiada o Charliem, wypalonym DJ-u, który próbuje odbudować swoją karierę muzyczną. Jednocześnie musi pracować jako niania Gabrielli, 11-letniej córki Sary i Davida.

## Obsada

### Główna
- Idris Elba jako Charlie[2]
- Piper Perabo jako Sara[3]
- JJ Feild jako David[3]
- Frankie Hervey jako Gabrielle[3]

### Role drugoplanowe
- Angela Griffin jako Astrid
- Guz Khan jako Dell
- Jocelyn Jee Esien jako Auntie Lydia
- Jade Anouka jako Tommi
- Rina Sawayama jako Layla Valentine
- Cameron King jako Hunter
- Emily Carey jako Bea
- Dustin Demri-Burns jako Daniel Smith

## Odcinki
| Sezon | Odcinki | Oryginalna emisja w Netflix | Oryginalna emisja w Netflix |
| Sezon | Odcinki | Premiera sezonu             | Finał sezonu                |
| ----- | ------- | --------------------------- | --------------------------- |
| 1     | 8       | 15 marca 2019               | 15 marca 2019               |

### Sezon 1 (2019)
| # | Tytuł     | Reżyseria         | Scenariusz                            | Premiera w Netflix |
| - | --------- | ----------------- | ------------------------------------- | ------------------ |
| 1 | Episode 1 | Tristram Shapeero | Georgia Lester                        | 15 marca 2019      |
| 2 | Episode 2 | Tristram Shapeero | Georgia Lester                        | 15 marca 2019      |
| 3 | Episode 3 | Tristram Shapeero | Victoria Asare-Archer, Georgia Lester | 15 marca 2019      |
| 4 | Episode 4 | Tristram Shapeero | Laura Neal                            | 15 marca 2019      |
| 5 | Episode 5 | Matt Lipsey       | Femi Oyeniran                         | 15 marca 2019      |
| 6 | Episode 6 | Matt Lipsey       | Laura Neal                            | 15 marca 2019      |
| 7 | Episode 7 | Matt Lipsey       | Georgia Lester                        | 15 marca 2019      |
| 8 | Episode 8 | Matt Lipsey       | Georgia Lester                        | 15 marca 2019      |

## Produkcja
W kwietniu 2018 roku ogłoszono, że główną rolę zagra Idris Elba. W czerwcu 2018 roku poinformowano, że Piper Perabo, JJ Feild oraz Frankie Hervey dołączyli do obsady komedii.